# リフトバレー熱

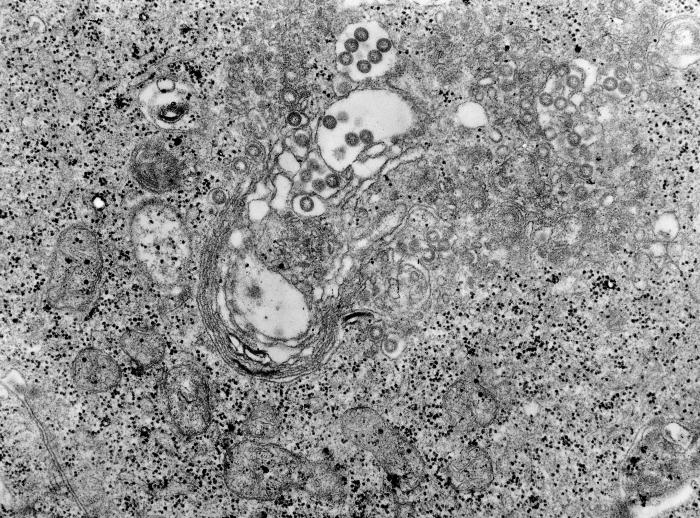
リフトバレー熱ウイルス感染組織

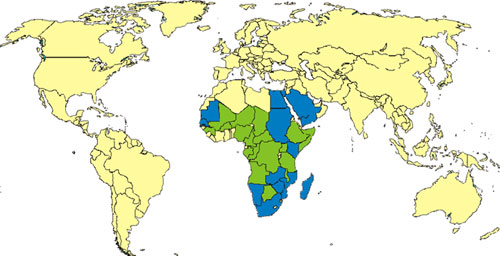
リフトバレー熱の分布（青は流行国、緑はウイルスあるいは抗体が確認された国）

リフトバレー熱（リフトバレーねつ、英:Rift Valley fever）とはブニヤウイルス科フレボウイルス属に属するリフトバレー熱ウイルス感染を原因とする人獣共通感染症。

## 疫学
主に東アフリカの大地溝帯（グレート・リフトバレー）に分布し古くから知られている風土病で、地域名が病名の由来となった。自然界では、主にヤブカ属の蚊とウシ、ヤギ、ヒツジなどの間で感染環が維持されている。動物間では蚊によって感染が広がる。
ヒトへの主な感染経路は、蚊や他の吸血性昆虫の刺咬による媒介と、感染動物の血液あるいは臓器への直接および間接接触である。従って、獣医師、遊牧民、農民、食肉処理場の従事者などは感染のリスクが高い。1930年代にはウイルスが分離されており、10年から15年おきに各地で小流行が繰り返されている。ヒトの死亡率は1%程度とされていて、大規模な流行は1977年から1978年のエジプトでの流行で、この時は18,000人が感染し、598人が死亡した。ヒト－ヒト感染は確認されていない。
現在の主な流行地域は、サハラ砂漠以南のアフリカ。

## 症状
ヒト
潜伏期間は2日から6日、インフルエンザ様症状を示し、一般に予後は良好で通常は4日から7日で回復する。ウイルス性髄膜炎、ウイルス性脳炎として発症することもある。多くの患者は軽症で特異的治療は必要ではなく全患者のうち死亡率は約1%。希に重症化し出血熱症状を呈することもある。網膜炎を随伴することもある。
ヒツジ、ヤギ
発熱、膿様鼻汁、下痢を示し、妊娠羊や妊娠牛では90-100%で流産を起こす。病理学的には肝臓の壊死を特徴とする。

## 予防
ヒツジの不活化ワクチンおよび生ワクチンが実用化されている。

## 関連法規
- 感染症法 :第四類感染症、 臨床的特徴を有する者、無症状病原体保有者、感染症死亡者の死体、感染症死亡疑い者の死体の疑いがある場合、法第12条第1項の規定による届出が必要。
- 家畜伝染病予防法 : 対象動物はウシ、スイギュウ、ヒツジ、ヤギ、シカ。